# Insula Melville, Canada

Localizarea insulei Melville în Arhipelagul Arctic Canadian

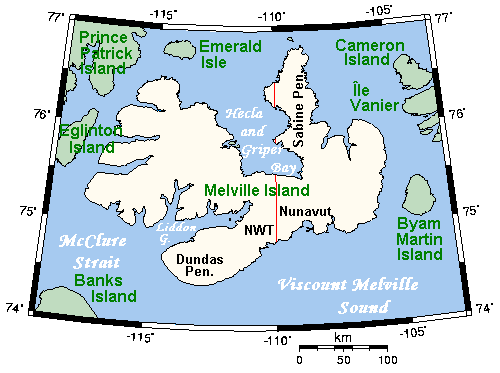
Insula Melville

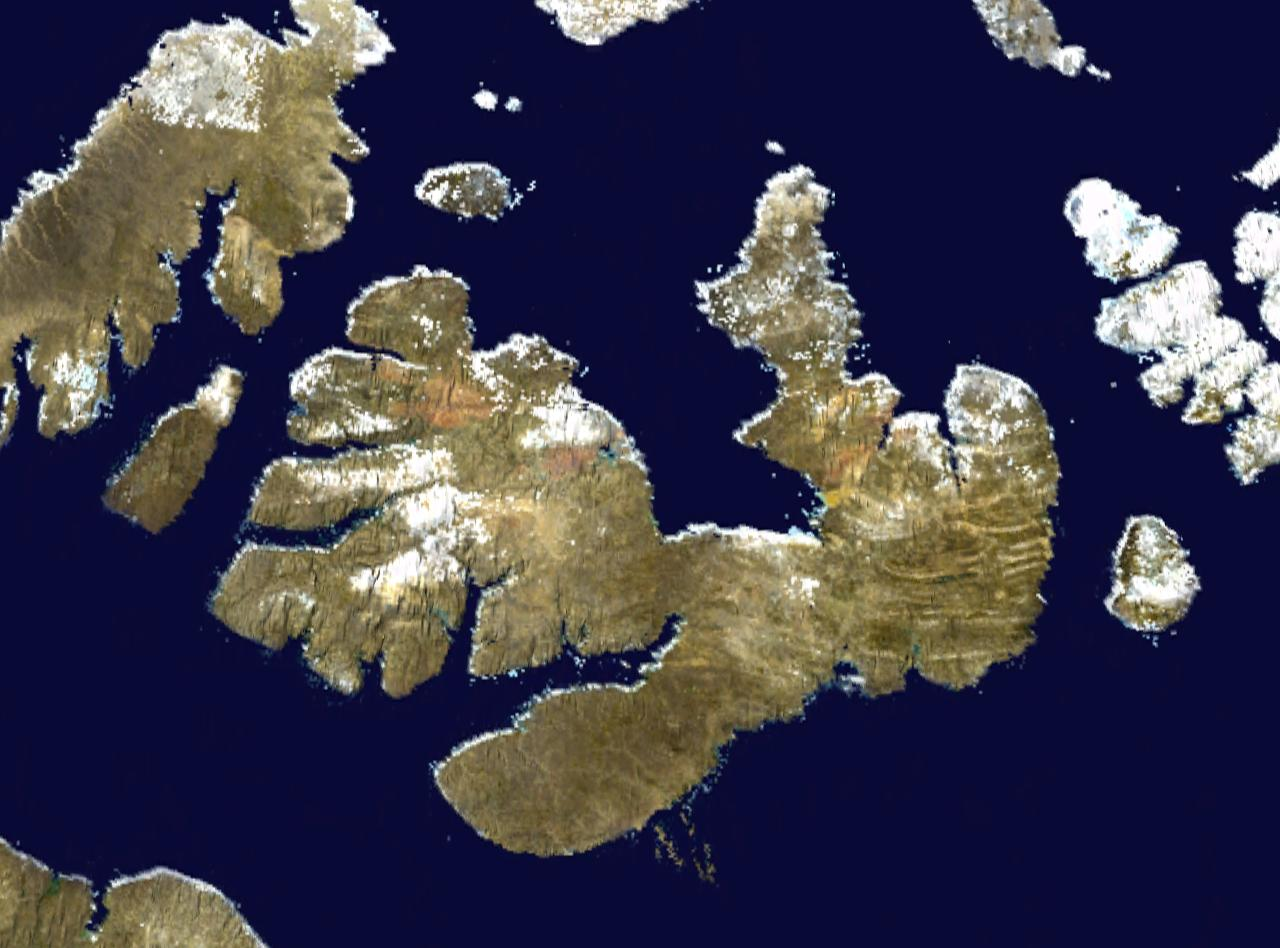
Imagine din satelit a insulei Melville

Insula Melville este o insulă nelocuită permanent din Arhipelagul Arctic Canadian, divizată administrativ între Teritoriile de Nordvest (jumătatea vestică) și teritoriul Nunavut (jumătatea estică) din Canada. Cu o suprafață de 42149 km2, ocupă locul 33 în lume și locul 8 în Canada.
La est, Canalul Byam Martin o separă de insula Bathurst, la sud, strâmtoarea McClure și strâmtoarea Melville o separă de insula Banks și insula Victoria (Canada), spre nordvest este separată prin strâmtoarea Fitzwilliam de insula Prince Patrick iar la nord, strâmtoarea Hazen o desparte de insula Mackenzie King. Linia de coastă este foarte neregulată, fiind brăzdată de numeroase fiorduri și golfuri. Astfel, în centrul coastei nordice există un golf adânc, Hecla and Griper, iar în centrul coastei vestice golful Liddon. Peninsula de la sud de golful Liddon a fost numită Sabine, iar peninsula de la est de golful Hecla and Griper poartă numele de peninsula Dundas.
Vegetația săracă de pe insulă este de tip tundră, constând mai ales din mușchi, licheni și ierburi. Singura specie lemnoasă este salcia arctică, ce atinge o înălțime maximă de 10-15 cm.
Fauna cuprinde urși polari, boi moscați, caribu Peary, iepuri polari și vulpi polare. În 2003, cercetători de la University of Alberta au observat un urs grizzly pe această insulă, aceasta fiind cea mai nordică prezență raportată până în prezent pentru urșii grizzly.
Insula a fost descoperită în 1819 de către exploratorul britanic Sir William Parry și numită în onoarea lui Robert Dundas, al doilea viconte Melville care la acea dată ocupa funcția de Prim Lord al Mării în Regatul Unit.
Pe insulă au fost descoperite importante zăcăminte de gaze naturale, în zonele numite Drake Point și Hecla, care combinate conțin cca. 30 miliarde m3 de gaze.